# Grounded theory
Grounded theory (GT) в социальных науках — систематическая методология построения теории на основе анализа данных. На русский язык иногда переводится как «обоснованная теория» или «восхождение к теории».
Методология grounded theory была разработана в 1960-е годы как комплекс строгих процедур анализа данных качественных социологических исследований. Исторически её появление связано с дебатами между сторонниками количественных и качественных методов в социальных науках. Сегодня grounded theory является одним из ведущих методов в качественных исследованиях, но используется и в количественных подходах.
Основные особенности grounded theory в том, что теории разрабатываются исходя из качественных данных (а не выбираются заранее и проверяются или уточняются на эмпирическом материале), а сбор и анализ данных проводится параллельно. Основные используемые процедуры — тщательное и подробное кодирование данных, сравнение данных и аналитических понятий, написание рабочих заметок для разработки категорий.

## История
Классическая версия grounded theory была разработана американскими социологами Ансельмом Страуссом и Барни Глейзером в ходе их совместного исследования смертельно больных пациентов в больницах. Их целью при разработке новой методологии было преодолеть разрыв между теорией и эмпирическими исследованиями и предложить детальные и строгие методологические процедуры для качественных исследований. Последняя задача имела особое значение для легитимации качественного подхода, поскольку в то время (1960-е годы) в социальных науках господствовал количественный подход, а качественные исследования считались неубедительными.
Grounded theory начала завоёвывать известность и признание в социальных науках после публикации книги Глейзера и Страусса «Открытие обоснованной теории» (The Discovery of Grounded Theory) в 1967 году. Эта книга представила убедительные опровержения распространённых в то время представлений о том, что качественные методы несистематичны и могут использоваться только как предварительный этап для более строгих количественных исследований. Глейзер и Страусс предложили систематические и строгие процедуры работы с качественными данными и показали, как на их основе можно производить новые теории.
Распространению методологии также способствовало издание двух монографий, посвящённых теме умирания в больницах, под влиянием которых grounded theory начала широко применяться в социологии медицины, психологии и психиатрии. К концу 1980-х годов grounded theory стала одной из самых популярных и влиятельных методологий в качественных исследованиях и сохраняет этот статус до сих пор.

## Общая информация
Понятие grounded theory в собственном смысле относится в первую очередь к конечному продукту исследования — теории, обоснованной данными, или, иными словами, укоренённой в них. Однако часто выражение grounded theory также используется для обозначения метода производства такой теории.
Grounded theory как научная методология коренным образом отличается от социальных исследований позитивистской традиции. Если в традиционной модели исследователь формулирует предварительные гипотезы исходя из уже существующей теории, то при работе с grounded theory исследование начинается со сбора качественных данных. В процессе анализа собранных данных исследователи выделяют повторяющиеся идеи, понятия или элементы, которые помечаются кодами. При дальнейшем сборе и повторном анализе данных коды группируются в концепты, а затем в категории, которые ложатся в основу новой теории. Такой подход позволяет, с одной стороны, строить теории в тесной связи с собранными данными, а с другой, выдвигать новые объяснения социальных процессов, а не только уточнять уже существующие теории.
Методология grounded theory также предполагает, что сбор данных и их анализ проводятся одновременно. Таким образом, построение теории начинается с самых ранних этапов исследования, что позволяет ускорить исследовательский процесс. На каждом этапе анализа проводится постоянное сравнение данных, кодов и аналитических категорий. Более поздние этапы анализа подразумевают написание рабочих заметок (memos), в которых разрабатываются категории, уточняются их свойства, определяются отношения между ними и выявляются пробелы в данных и анализе. Выборка источников или интервьюируемых определяется задачами построения теории, а не репрезентативностью — для этого в grounded theory используется понятие «теоретическая выборка» (theoretical sampling). Обзор литературы проводится после построения собственного независимого анализа.

## Философские основания
Grounded theory сочетает две противостоящих друг другу социологические традиции: позитивизм и символический интеракционизм, что отчасти объясняется научными биографиями её создателей: Глейзер получил образование в позитивистской традиции, а Страусс — в традиции символического интеракционизма. Благодаря этому Страусс уделял особое внимание активной роли человека в социуме, глубине и богатству качественных подходов для изучения социальных процессов и сложности социальной жизни, а Глейзер — систематическому анализу, присущему количественным подходам. Как отмечал Глейзер, стратегия grounded theory заключается в том, чтобы учитывать интерпретацию смысла в социальных взаимодействиях и изучать взаимоотношения смысла в восприятии субъектов и их действий. Таким образом, через значения символов люди интерпретируют окружающий мир и его акторов, взаимодействующих с ними, а метод grounded theory переводит и выявляет новые способы понимания поведения людей, которое формируется из значения символов. Символический интеракционизм считается одной из важнейших парадигм, оказавших влияние на grounded theory. Основная задача исследователя, использующего метод grounded theory, — получить знания о разделяемом членами социуме смысле, который формирует поведение и реальность исследуемых субъектов.
Хотя методология grounded theory изначально была разработана в полемике с позитивизмом, в первую очередь с позитивистскими количественными подходами, к 1990-м годам она стала популярна не только благодаря своей строгости и функциональности, но и благодаря своим собственным позитивистским основаниям. Сегодня grounded theory применяют и исследователи, работающие количественными методами.

## Основные элементы методологии grounded theory
Сбор и анализ данных в grounded theory проводится параллельно. Анализ данных включает в себя следующие основные этапы:
1. Кодирование — выделение первичных аналитических понятий (кодов) непосредственно из текста интервью или другого источника данных. На начальном этапе анализа проводится открытое, или первичное кодирование. Методологи grounded theory рекомендуют проводить построчное кодирование, анализируя текст строка за строкой и ставя в соответствие каждой строке краткое обозначение того, «что происходит» в этой строке. В некоторых случаях рекомендуется проводить пословное кодирование[3]. При дальнейшем сборе и сравнении данных некоторые из первичных кодов отбраковываются, тогда как другие приобретают аналитическую значимость.
2. Написание заметок (англ. memoing) о каждом из формируемых аналитических понятий или категорий. Написание заметок представляет собой промежуточный этап между кодированием и первым наброском конечного анализа. Написание заметок начинается с выделения первого аналитического понятия и продолжается в процессе анализа новых данных и построения теорий.
3. Интеграция, уточнение и формулирование теорий. По мере формирования категорий из кодов они соединяются между собой в теоретическую модель, которая строится вокруг одной центральной категории. В этом процессе большую роль играет метод постоянного сравнения, а также анализ негативных кейсов, не подтверждающих модель. По сути, исследователь создаёт модель, объясняющую исследуемое явление, с самого начала сбора данных, и проверяет её адекватность в процессе дальнейшего сбора и анализа данных[9].